# 譚廷襄
譚 廷襄（たん ていじょう、Tán Tíngxiāng、? ‐ 1870年）は、清末の官僚。字は竹厓。浙江省山陰県出身。
1833年、進士となり、庶吉士に選ばれた。刑部主事、郎中、保定知府、刑部侍郎などを歴任した。1856年に陝西巡撫となり、さらに直隷総督代理に昇進した。しかしこのときはアロー戦争の最中で、1858年にイギリス・フランス軍により天津の大沽砲台を占領されたため、弾劾され免職となった。1859年、陝西巡撫として復帰し、1861年、山東巡撫となり、捻軍と結んだ幅軍・長槍会・白蓮教の鎮圧にあたった。1862年には東河総督となり、1864年に刑部侍郎に異動、さらに工部侍郎、戸部侍郎に異動となった。1867年、刑部尚書に昇進した。死後、端恪の諡号を贈られた。